# Umberto Farri
Umberto Farri (Casalgrande, 24 luglio 1883 – Reggio nell'Emilia, 27 agosto 1946) è stato un politico italiano. Iscritto al Partito Socialista Italiano, fu sindaco del comune reggiano di Casalgrande dal 1920 al 1922 e dal 1945 al 1946. Morì in seguito a un attentato.

## Biografia
Umberto Farri nasce a Casalgrande, provincia di Reggio Emilia, il 24 luglio 1883 da una famiglia di piccoli coltivatori diretti. Nel 1902, non ancora ventenne, fonda la sezione del Partito Socialista Italiano in una piccola frazione di Casalgrande, chiamata Salvaterra. Si presenta dapprima alle elezioni amministrative del 1907, senza tuttavia ottenere risultati significativi, e in seguito si presenta a quelle del 1910, riuscendo questa volta a ottenere un seggio, che però viene assegnato a un suo collega.
Fa il suo ingresso nell'Amministrazione Comunale di Casalgrande dopo le elezioni del 1914, poco prima di essere chiamato alle armi. Al suo ritorno diventa capolista del Partito Socialista Italiano nelle Amministrative del settembre 1920. Il successo del PSI a tali consultazioni gli permette di essere eletto Sindaco di Casalgrande per la prima volta (7 ottobre). Il suo mandato però dura ben poco: dopo avere subito la persecuzione da parte dei fascisti, nell'agosto 1922 la Prefettura lo sostituisce con un Commissario.
E così Farri è costretto a fare ritorno al suo lavoro presso l'amministrazione del Canale di Reggio. Dal quale però poco dopo viene licenziato perché membro del Partito Socialista Italiano. Durante il fascismo vive in disparte, ma il suo antifascismo, svolto principalmente nei suoi luoghi di origine, è militante e individuale. Tanto che, all'indomani della caduta del fascismo (25 luglio 1943), diviene presidente del Comitato di Liberazione Nazionale comunale, che presiederà fino al giorno della Liberazione.
Dopo la Liberazione viene nominato nuovamente Sindaco di Casalgrande, e nelle Elezioni Amministrative del 1946 viene confermato primo cittadino a larghissima maggioranza. Ma la sera del 26 agosto 1946, mentre si trova seduto in poltrona nella sua abitazione di Salvaterra, alcuni individui fanno irruzione esplodendo alcuni colpi di arma da fuoco che lo raggiungono in varie parti del corpo.
Farri sopravvive miracolosamente all'agguato. Viene trasportato all'ospedale di Reggio Emilia, dove però cessa di vivere alle 23:40 del 27 agosto 1946 dopo un disperato intervento chirurgico. I colpevoli dell'omicidio non sono mai stati individuati.